# Mohammad Ali Radschai

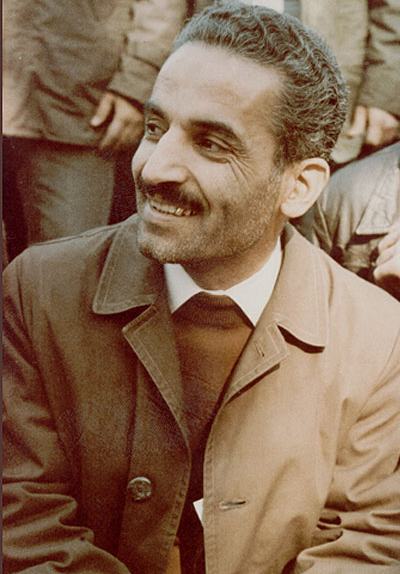
Mohammad Ali Radschai

Mohammad Ali Radschai (persisch محمدعلی رجائى Mohammad Alī Radschāʾī [moɦæˈmːæd æˈliː ræʤɔːˈiː], weitere Schreibweisen: Mohammad(-)Ali Radschāʾi und Mohammad(-)Ali Radjai; geboren 1933 in Qazvin; gestorben am 30. August 1981 in Teheran) war ein iranischer Politiker und Staatspräsident.

## Leben
Mohammad Ali Radschai wurde 1933 in Qazvin geboren. Mit vier Jahren verlor er seinen Vater. Gemeinsam mit seiner Mutter und seinem Bruder, der zehn Jahre älter als er war, wuchs er in Qazvin auf. Mit 13 Jahren beendete er die Grundschule. Radschai verließ seine Heimatstadt und ging nach Teheran zu seinem Bruder, der im Basar arbeitete.
1951 verpflichtete sich Radschai für die Unteroffizierslaufbahn bei der Luftwaffe. Er begann eine Ausbildung zum Feldwebel (Sergeant). Nach drei Monaten seiner Ausbildung bei der Luftwaffe wurde er Mitglied der fundamentalistischen Geheimgesellschaft Fedajin-e Islam. In dieser Zeit besuchte Radschai Abendklassen der „Islamischen Gesellschaft“ (Dschāme'e Eslāmi) in der Hedayat-Moschee, in welcher der Ajatollah Mahmud Taleghani lehrte.
Mohammad Ali Radschai legte erfolgreich die Prüfung zum Feldwebel ab und besuchte neben seinem Dienst bei der Luftwaffe ein Abendgymnasium, um das Abitur nachzuholen. Im August 1953 bestand er die Abiturprüfung. 1954 verließ er die Luftwaffe und ging als Lehrer für Englisch nach Bidschar.
1956 ging Radschai zurück nach Teheran und begann ein Lehramtsstudium an der Tarbiat-Moallem-Universität. Er schloss 1959 sein Studium mit einem Lehramtsdiplom für Mathematik ab. Nach seinem Abschluss ging Radschāʾi als Lehrer nach Khansar in der Provinz Isfahan.
Im Jahr 1960 kehrte Radschai nach Teheran zurück, um zu heiraten und eine Familie zu gründen. Er arbeitete ab 1960 als Lehrer an mehreren Schulen in Teheran und 1961 wurde er Mitglied der von Mehdi Bāzargān gegründeten Iranischen Freiheitsbewegung. Im Juni 1963 beteiligte er sich an den Demonstrationen gegen die Weiße Revolution, wurde verhaftet, kam aber nach 50 Tagen wieder frei. Während seiner Haft lernte er Hodschatoleslam Mohammad Dschawad Bahonar kennen. Nach der Entlassung aus der Haft schlossen sich Radschai und Bahonar der “Hayat-e Mo'talefeh Islami” an. Radschāʾi leitete die Ausbildung von Milizionären für den „bewaffneten Kampf“. In seinen Aufgabenbereich fiel der Kontakt zu den bewaffneten Gruppierungen der Palästinenser. Radschai sandte die angehenden Milizionäre nach Palästina, wo sie in Ausbildungslagern ein entsprechendes militärisches Training erhielten. Radschai, Bahonar und der Ajatollah Beheschti wurden in dieser Zeit auf der Gehaltsliste des Bildungsministerium unter der Bildungsministerin Farochru Parsa geführt und erhielten Bezüge als Beamte.
1971 reiste Mohammad Ali Radschai nach Frankreich, in die Türkei und Syrien, um weitere Kontakte zu Milizen zu knüpfen. 1974 wurde er wegen seiner leitenden Tätigkeit bei der „Motalefeh Eslami“ verhaftet. Er kam erst im Jahr 1977 im Zuge der von Premierminister Dschamschid Amusegar eingeleiteten innenpolitischen Liberalisierung im Rahmen der Politik des „Offenen politischen Raumes“ wieder frei.
Nach der Islamischen Revolution wurde Radschai im September 1979 Bildungsminister. In der Zeit, in der Radschāʾi Bildungsminister war, wurde Farochru Parsa, seine Vorgängerin im Amt des Bildungsministers und erste Frau im Iran, die ein Ministeramt bekleidet hatte, hingerichtet.

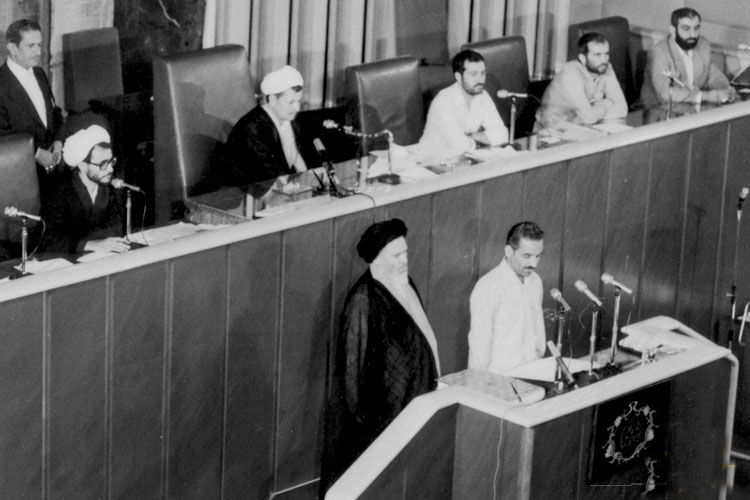
Radschais Amtseinführung im Jahr 1981

Am 11. August 1980 wurde Radschai auf Vorschlag von Staatspräsident Abolhassan Banisadr Premierminister. Nach dem Sturz von Banisadr wurde Radschai am 24. Juli 1981 mit 88 % der abgegebenen Stimmen zum neuen Staatspräsidenten gewählt (→ Präsidentschaftswahl im Juli 1981). Am 3. August 1981 wurde er als Präsident vereidigt.
Bahman Nirumand bezeichnete Radschai als „unscheinbar“, ein „ahnungsloser, naiver, unwissender, einfacher Mensch, ein Untertan Chomeinis.“
Am 30. August 1981 fiel Mohammad Ali Radschai zusammen mit Ministerpräsident Bahonar einem Bombenattentat zum Opfer.